# Guerra da Escânia
A Guerra da Escânia (em dinamarquês:  Skånske Krig, em norueguês:  Den skånske krig, em sueco:  Skånska kriget, em alemão:  Schonischer Krieg) foi uma parte das Guerras do Norte envolvendo por um lado a união da Dinamarca-Noruega e Brandemburgo, e por outro lado a Suécia. Essa guerra transcorreu de 1675 a 1679 principalmente em solo da Escânia, nas antigas províncias dinamarquesas e norueguesas ao longo da fronteira com a Suécia e no norte da Alemanha.
Enquanto as últimas batalhas são consideradas como um teatro da Guerra da Escânia na historiografia inglesa, dinamarquesa, norueguesa e sueca, elas são vistas como uma guerra separada na historiografia alemã, chamada de Guerra Sueco-Brandemburgo (em alemão: Schwedisch-Brandenburgischer Krieg).
A guerra foi motivada pelo envolvimento sueco na Guerra Franco-Holandesa. A Suécia se aliou à França contra vários países europeus. As Províncias Unidas, sob ataque da França, buscaram o apoio da Dinamarca-Noruega. Depois de alguma hesitação, o rei Christian V iniciou a invasão de Skåneland (Scania, Halland, Blekinge e às vezes também Bornholm) em 1675, enquanto os suecos estavam ocupados com uma guerra contra Brandenburg. A invasão da Escânia foi combinada com uma frente norueguesa simultânea chamada Guerra Gyldenløve, forçando os suecos defensores a lutar em uma guerra de duas frentes, além de suas complicações no Sacro Império Romano.
O objetivo dinamarquês era recuperar as terras da Escânia que haviam sido cedidas à Suécia no Tratado de Roskilde, após as Guerras do Norte. Embora a ofensiva dinamarquesa tenha sido inicialmente um grande sucesso, as contra-ofensivas suecas lideradas por Charles XI, de 19 anos, da Suécia, anularam grande parte do ganho.
No final da guerra, a marinha sueca perdeu no mar, o exército dinamarquês foi derrotado na Escânia pelos suecos, que por sua vez foram derrotados no norte da Alemanha pelos brandenburgers. A guerra e as hostilidades terminaram quando o aliado da Dinamarca, as Províncias Unidas, estabeleceram-se com a aliada da Suécia, França, e o rei sueco Carlos XI se casou com a princesa dinamarquesa Ulrike Eleonora, irmã de Christian V. e Dinamarca-Noruega) e Saint-Germain-en-Laye (Suécia e Brandemburgo), restaurando a maioria dos territórios perdidos para a Suécia.